# Oratorio di Santa Maria dei Dolori
L'Oratorio di Santa Maria dei Dolori si trova a Uzzano, nella frazione di Sant'Allucio, diocesi di Pescia, regione Toscana.

## Storia
Fu costruito nel 1732 dal sacerdote Cristofano Pistelli e benedetto l'anno seguente dal Mons. Bartolomeo Pucci, vescovo di Pescia. Divenne oratorio privato della famiglia Bonazzi, che aveva case e terreni nella località. Anton Francesco Bonazzi provvide ad ampliarlo nel 1746 e a dotarlo degli arredi attuali. All'interno, sono tutt'oggi visibili numerosi sepolcri, tra cui quello del celebre pittore e critico d'arte pesciatino Innocenzo Ansaldi, che è qui sepolto poiché, da chierico, aveva la curatela dell'oratorio. 

## Descrizione
L'oratorio, esternamente, non presenta decorazioni di rilievo. Sulla facciata, si trova il monumento ai caduti della prima e della seconda guerra mondiale nella frazione di Sant'Allucio. L'interno si presenta in stile neoclassico, sopra l'altare maggiore, che riporta un medaglione, dipinto proprio da Innocenzio Ansaldi, raffigurante la Pietà, si trova una nicchia con la statua della Beata Vergine dei Sette Dolori, titolare dell'oratorio; la statua è decorata di numerosi ex voto in argento. Ai lati del presbiterio, due dipinti ottocenteschi raffiguranti dei santi. Sull'altare di sinistra, una copia della Madre del Buon Consiglio custodita nell'Arcipretura dei Santi Jacopo e Martino di Uzzano, da cui l'oratorio dipendeva. Notevole la cantoria affrescata con decorazioni sacre e floreali; sopra, un piccolo ma grazioso organo.